# フェルディナンド1世 (パルマ公)

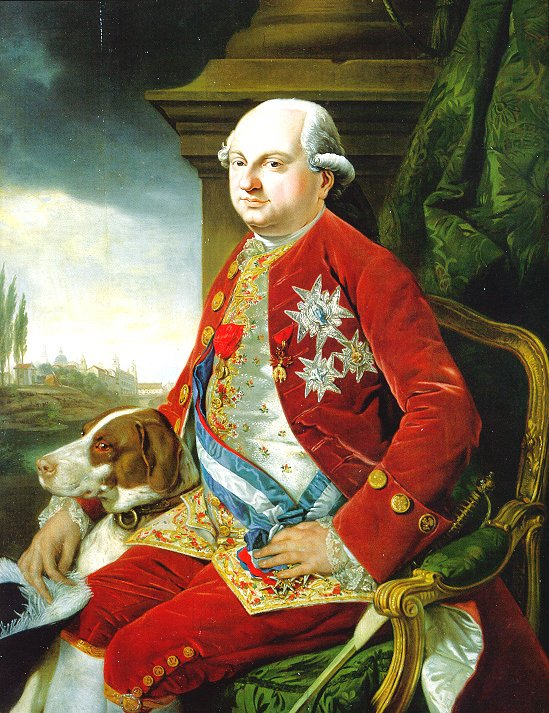
フェルディナンド・ディ・ボルボーネ

フェルディナンド・ディ・ボルボーネ（Ferdinando di Borbone, 1751年1月20日 - 1802年10月9日）は、パルマ公（在位：1765年 - 1802年）。

## 生涯
フェルディナンドは、パルマ公フィリッポと妃エリザベッタ（フランス王ルイ15世の王女）との第2子で唯一の息子であった。1765年に父の死により公位を継いだ。
1769年7月19日、フェルディナンドは神聖ローマ皇帝フランツ1世とその皇后マリア・テレジアの六女マリーア・アマーリアと結婚した。なお、姉マリア・イサベラは妻マリーア・アマーリアの兄ヨーゼフ2世の妃であり、ブルボン＝パルマ家とハプスブルク＝ロートリンゲン家の二重結婚であった。
パルマ公国は1796年にナポレオン・ボナパルトの侵攻を受けてフランス革命軍に占領された。フランスの統領政府がスペインやオーストリアと結んだ1801年のアランフエス条約やリュネヴィル講和条約により、パルマ公国はフランスに譲渡させられた。代償として、フェルディナンドの息子ルドヴィーコにエトルリア王国（トスカーナ大公国に代わって建てられたフランスの衛星国）が与えられ、またフェルディナンドは名目上のパルマ公位を保持した。しかし、フェルディナンドは翌1802年に死去した。1803年には息子ルドヴィーコも早世し、その遺児カルロ・ルドヴィーコがエトルリア王位を継いだ。

## 子女
- カロリーナ（Carolina, 1770年11月22日 - 1804年3月1日） - 1792年、ザクセン公子マクシミリアンと結婚。
- ルドヴィーコ（Ludovico, 1773年8月5日 - 1803年5月27日） - エトルリア王。
- マリーア・アントニエッタ（María Antonietta, 1774年11月28日 - 1841年2月20日）
- カルロッタ（Carlotta, 1777年9月7日 - 1813年4月5日）
- フィリッポ・マリーア（Filippo Maria, 1783年5月22日 - 1786年7月2日）
- アントニエッタ（Antonietta Luisa, 1784年10月21日）
- ルイーザ・マリーア（Luisa Maria, 1787年4月17日 - 1789年11月22日）